# ماساهیکو مینامی
ماساهیکو می‌نامی (انگلیسی: Masahiko Minami; ۱۹۶۱ (۶۳–۶۴ سال) – ) تهیه‌کننده فیلم، تهیه‌کننده تلویزیونی، studio executive اهل ژاپن بود.